# Cercle de la Jagst

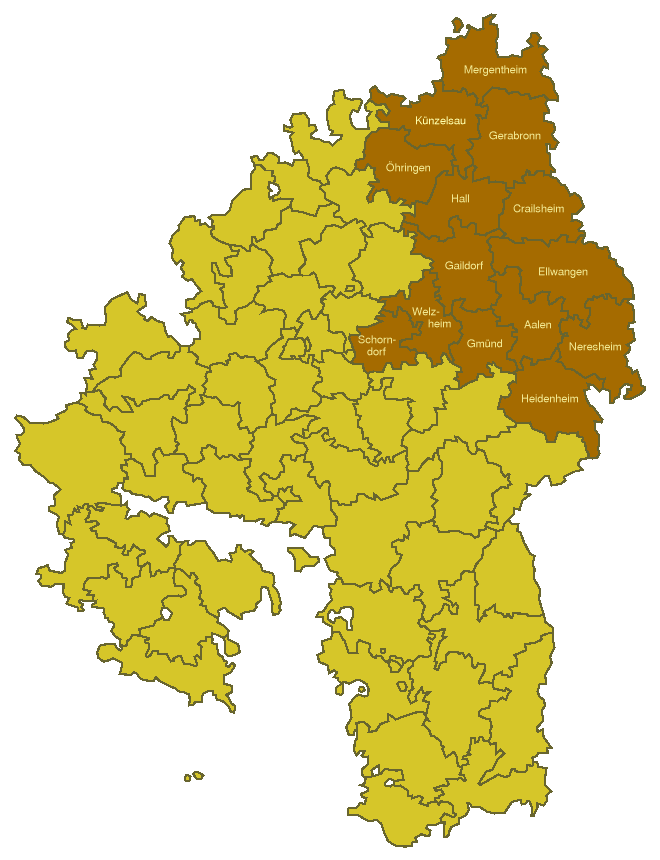
Carte du Jagstkreis

Le cercle de la Jagst est l'une des quatre divisions historiques du royaume de Wurtemberg. Il était borné au nord et à l'est par la Bavière, au sud par le cercle du Danube, à l'ouest par celui du Neckar, et au nord-ouest par le grand-duché de Bade. Il faisait 130 kilomètres sur 80. Son chef-lieu était Ellwangen. Ce cercle prend son nom de la rivière Jagst, qui tombe dans le Neckar près de Bad Wimpfen, après un cours de 140 kilomètres.
Les trois autres cercles sont ceux du Danube, du Neckar et de la Forêt-Noire.